# Партия прогресса Того
Партия прогресса Того (фр.  Parti togolais du progrès ) — политическая партия подопечной территории Того, существовавшая в 1946—1959 годах.
Основанная при поддержке французских колониальных властей, она выступала за тесный союз с метрополией и постепенный переход к независимости, выступая противовесом националистическому Комитету единства Того. В 1952—1958 годах обладала большинством в Территориальной ассамблее колонии и в 1956 году на её основе было сформировано первое правительство Автономной Республики Того. После поражения на выборах в апреле 1958 года не имевшая широкой поддержки населения Партия прогресса Того перешла в оппозицию и в 1959 году объединилась со своим союзником — Союзом вождей и населения севера Того в Демократический союз населения Того.

## Основание партии
После окончания Второй мировой войны Того, подмандатная территория Лиги Наций, стала подопечной территорией ООН под эгидой Франции. Предпринимавшиеся с середины 1930-х годов попытки французской администрации создать в колонии общественную силу, которая служила бы проводником политики Франции среди населения, имели обратный эффект. Учреждённый в 1941 году Комитет единства Того Сильвануса Олимпио вышел из-под контроля и выступал с лозунгами объединения народа эве и скорейшего получения независимости. Чтобы нейтрализовать его нарастающее влияние французский губернатор Жан Нутари предложил брату жены Олимпио, начальнику Отдела общественных работ Того Николасу Грюницкому, Педро Олимпио и Дерману Айеве заняться созданием профранцузской политической партии, которая противостояла бы Комитету единства Того.
9 апреля 1946 года Партия прогресса Того стала первой официально зарегистрированной политической партией в истории Того. Её лидерами стали:
- Педро Олимпио, двоюродный брат Сильвануса Олимпио — президент ППТ;
- Амате Жон Атайи, 1-й вице-президент;
- Мишель Сегла, 2-й вице-президент;
- Николас Грюницкий, генеральный секретарь:
- Жорж Апедо-Ама, казначей.

Основу партии составляет профранцузская образованная элита тоголезского общества, представители которой мечтают о французском гражданстве и успешной карьере, назначенные властями старосты деревень и кантонов, связанные с Францией мелкие торговцы и крестьяне-католики юга страны. Они считают, что достижение независимости преждевременно и следует ориентироваться на союз с Францией.
Французские власти не особенно скрывали своей роли в создании партии и своих целей. В 1947 году в ежегодном отчёте Генеральной Ассамблее ООН (Rapport Annuel du Gouvernement Français à l’Assemblée de l’ONU sur l’administration du Togo pour l’année 1947 ; op. cit., p. 12.) французская администрация отмечала:
Выступления оппозиции и избыток претензий со стороны населения, ведущий к злоупотреблениям правами и свободами, которые мы ему предоставляем, заставляет их самих создать прогрессивное объединение, которое занялось бы поисками здорового климата, благоприятного для разумной эволюции

## История партии
Но ставка французских властей на немедленный успех ППТ не оправдалась. Партия с разгромным счётом проиграла Комитету единства Того и выборы в Национальное собрание Франции 10 ноября 1946 года и выборы в первую Территориальную ассамблею 8 декабря 1946 года. Партия прогресса Того уходит в оппозицию, а контролируемый Олимпио новый территориальный парламент блокирует инициативы французской администрации. Франции приходится приложить все усилия, чтобы исправить ситуацию. Только в 1951 году властям удаётся обеспечить успех Николаса Грюницкого на выборах в Национальное собрание Франции. Тогда же при поддержке администрации создаётся Союз вождей и населения севера Того  (СВНСТ), который раскалывает электорат Комитета единства Того. На выборах в Территориальную ассамблею 30 марта 1952 года Партия прогресса Того и СВНСТ вышли на первое место по числу голосов и Сильванус Олимпио вместе со своей партией лишился политического превосходства. В дальнейшем коалиция ППТ и СВНСТ шесть лет во многом определяла ситуацию в стране. В 1956 году была провозглашена Автономная Республика Того и лидер ППТ Николас Грюницкий возглавил правительство автономии. Партия продолжала отстаивать курс на тесное сотрудничество с Францией и постепенный переход к независимости.
Проведённые по требованию ООН выборы 27 апреля 1958 года положили конец правлению Партии прогресса Того и самому её существованию в прежнем виде. К власти вернулся Сильванус Олимпио, направивший страну на путь скорейшего достижения независимости, а влияние ППТ свелось к минимуму на фоне широкой поддержки нового правительства. В октябре 1959 года в Сокоде собралась объединительная конференция Партии прогресса Того и Союза вождей и населения севера Того, которая приняла решение объединиться в Демократический союз населения Того.

## Идеология
Партия прогресса Того по своей идеологии была близка к влиятельной христианско-демократической партии Франции Народно-республиканское движение (МРП).